# Colegio de los Manchegos
El Colegio Menor de San Clemente Mártir o de los Manchegos de la Universidad de Alcalá, fue fundado en 1589 por el arzobispo de Toledo García Loaysa y Girón y clausurado en 1779. Estaba situado en la calle Santa Úrsula, fuera del recinto cisneriano, junto al colegio-convento del Carmen Calzado.

## Historia
Este colegio menor complutense fue fundado en 1589 por García Loaysa y Girón, que había sido estudiante en el Colegio Mayor de San Ildefonso de Alcalá de Henares. En 1620, ante su mal funcionamiento, lo refunda Sebastián Martínez de Tribaldos (Prior de Roncesvalles), quien hizo una donación en favor de los estudiantes manchegos, fundamentalmente los del Obispado de Cuenca, de donde toma el nombre. Posteriormente incorporó otros dos colegios menores: el de San Lucas Evangelista o de Magnes en 1641, y el de San Cosme y San Damián o de Mena en 1759. Al final, en 1779 con la reforma de Rojas, fue absorbido por el colegio de Santa Catalina Mártir o de los Verdes. Su edificio estuvo ocupado por el Colegio de los Caballeros Manriques entre 1803 y 1843.

## Edificio

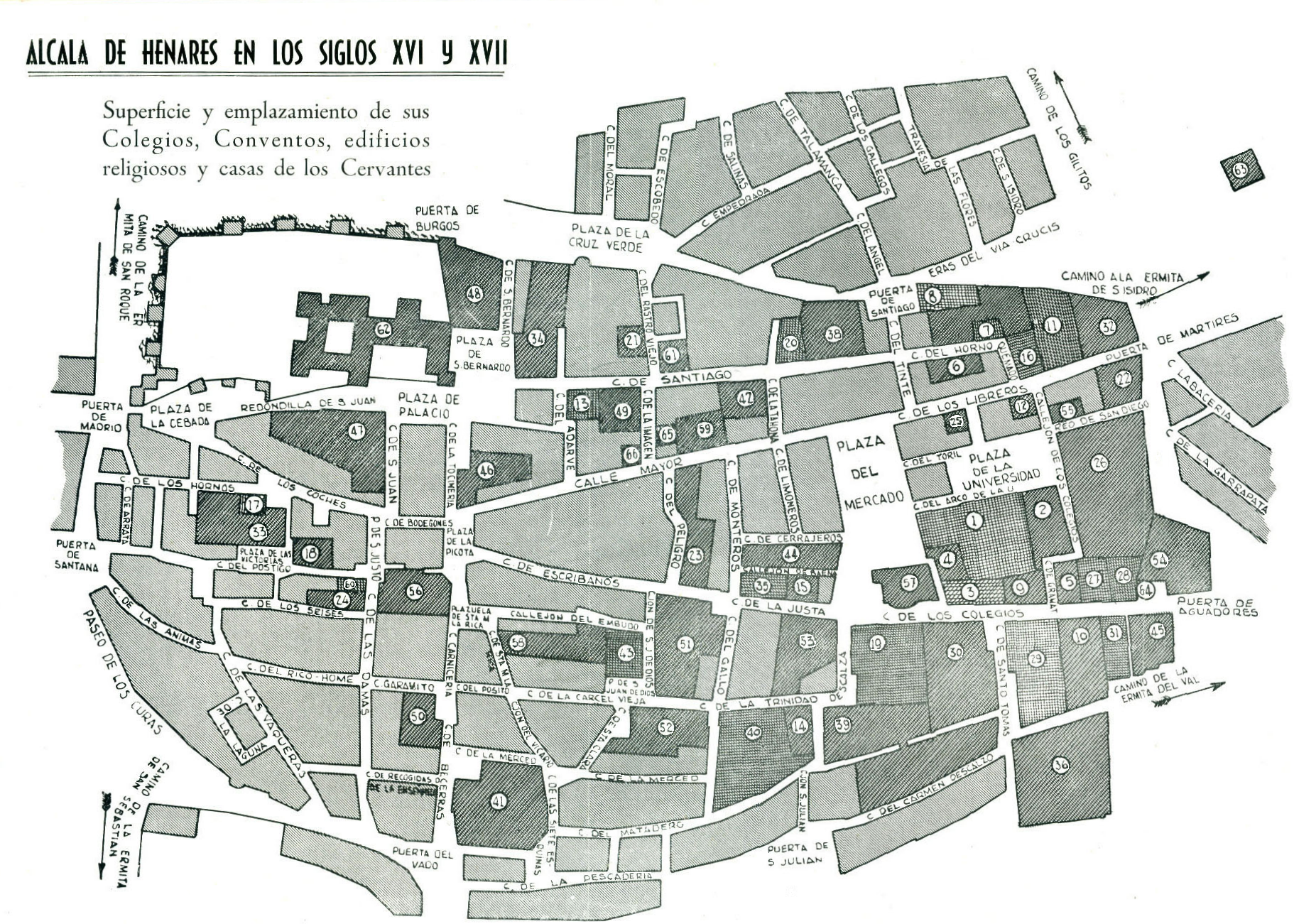
Colegio situado en el nº 15 de este plano de los siglos y.

Sebastián Martínez de Tribaldos compró unas casas en la calle de la Justa de Alcalá de Henares, actualmente denominada calle de Santa Úrsula, construyendo un edificio de nueva planta entre 1620 y 1627 (fecha que aparece en el dintel de su pórtico). La fachada era de dos plantas y sin ornamentos. Contaba con un torreón cuadrado en su esquina más oriental, desaparecido en el siglo XIX, y una capilla subterránea sin acceso desde la calle. El interior se organizaba en torno a un patio central con columnas. Actualmente solo quedan algunos restos de elementos arquitectónicos, como arcos y parte del patio interior. Hoy en día es un edificio con viviendas privadas y de uso comercial.

## Colegiales
Estaba orientado hacia el estudio de teología. Inicialmente ofrecía becas para 20 colegiales, pero desde 1620 se redujo su dotación a seis. Vestían con un bonete negro, un manto de color azul y una beca de color leonado. Entre sus alumnos destacó Francisco Valero y Losa, que llegó a ser rector del Colegio y arzobispo de Toledo.